# SuperHeavy (álbum)
SuperHeavy es el álbum debut del supergrupo SuperHeavy, conformado por Mick Jagger, Damian Marley, Joss Stone, Dave Stewart y A. R. Rahman.

## Lista de canciones
| N.º | Título                    | Duración |  |
| 1.  | «SuperHeavy»              | 5:05     |  |
| 2.  | «Unbelievable»            | 3:50     |  |
| 3.  | «Miracle Worker»          | 4:09     |  |
| 4.  | «Energy»                  | 3:42     |  |
| 5.  | «Satyameva Jayathe»       | 4:07     |  |
| 6.  | «One Day One Night»       | 4:37     |  |
| 7.  | «Never Gonna Change»      | 4:23     |  |
| 8.  | «Beautiful People»        | 5:00     |  |
| 9.  | «Rock Me Gently»          | 6:00     |  |
| 10. | «I Can't Take It No More» | 3:21     |  |
| 11. | «I Don't Mind»            | 4:59     |  |
| 12. | «World Keeps Turning»     | 3:43     |  |